# 야마노 미용예술단기대학
야마노 미용예술단기대학(山野美容芸術短期大学)은 일본 도쿄도 하치오지시에 있는 사립 단기대학이다.

## 연혁
1934년에 야마노 예술학교(山野芸術学校)로 첫 개교하였다.